# سحرگاه در اودی
سحرگاه در اودی (انگلیسی: Daybreak in Udi) فیلمی در ژانر مستند به کارگردانی تری بیشاب است که در سال ۱۹۴۹ منتشر شد.